# Zac MacGuire
Zac MacGuire es un personaje ficticio de la serie de televisión australiana Home and Away interpretado por el actor Charlie Clausen del 22 de enero del 2013 hasta el 24 de mayo del 2017.

## Antecedentes
Zac es el mediano de tres hijos, su hermano mayor es un exitoso hombre de negocios mientras que su hermana menor estudia ciencias. Sus padres procuraron darle a él y a sus hermanos seguridad financiera, valores y ética de trabajo, sin embargo para el horror de sus padres a los veinte años Zac fue atrapado por la policía cultivando y vendiendo marihuana por lo que tuvo que pasar 6 meses en la cárcel, lo cual le hizo ver que toda acción tiene consecuencias. 
El tiempo que pasó en prisión hizo que perdiera al amor de su vida Natalie Davison las cosas no mejoraron cuando el tiempo en que estuvo en prisión coincidió con la graduación de Natalie, poco después Natalie decide mudarse para trabajar como consejera y aunque Zac no quiere dejarla decide no acompañarla y quedarse para terminar sus estudios. Más tarde comienza a trabajar en el sistema penitenciario esta vez como oficial de educación para jóvenes delincuentes. Zac y Natalie se conocieron en la universidad donde Zac terminaba su carrera como maestro mientras que Natalie estudiaba psicología y educación, pronto ambos comenzaron a salir y se volvieron inseparables, todos creían que estarían juntos para siempre.

## Biografía
Zac aparece por primera vez en la bahía cuando Natalie Davison lo llama para pedirle que cuide a Casey Braxton mientras este se encuentra en el centro correccional de Crestview. Cuando Zac ve que Casey está siendo molestado por otro joven en prisión, Courtney Freeman decide provocar a Casey para que lo golpee y así ganarse el respeto de los otros prisioneros.
Durante la segunda salida de Casey, Zac lo lleva a su casa donde se reencuentra con Natalie, ese mismo día tiene un pequeño enfrentamiento con Darryl "Brax" Braxton quien molesto confronta a Zac luego de ver que Casey tenía un golpe acusándolo de no protegerlo en prisión, sin embargo luego de que Darryl hablara con su hermano y le explicara que Zac le había permitido golpearlo para ganarse el respeto de los prisioneros, Brax visita a Natalie donde se encuentra con Zac y le pide disculpas.
Más tarde Zac invita a Natalie a salir pero al inicio ella le dice que no ya que creía que no tenía nada para ofrecerle y porque ya habían salido años atrás y no había funcionado, Zac le dice que lo que pasó cuando eran jóvenes fue su culpa ya que había tomado malas decisiones pero que sus sentimientos hacia ella no habían cambiado y que la seguía amando, ese mismo día Natalie cambia de parecer y decide salir con Zac y al final de la noche se besan, poco después comienzan una relación.
Cuando Casey es apuñalado en la cárcel por Courtney decide visitarlo en el hospital para tratar de convencerlo de que haga una declaración en contra de Courtney por la agresión lo que lo ayudaría a salir de la cárcel, aunque al principio Casey decide no denunciarlo para que Courtney no vaya tras Jamie luego cambia de parecer cuando Zac le cuenta acerca de su pasado, finalmente Zac les dice a Casey, Brax y Tamara Kingsley que Casey había quedado libre lo cual los deja encantados, sin embargo cuando sus superiores se enteran del apoyo que Zac le había estado dando a Casey lo despiden. Más tarde Zac le pide un trabajo a Gina Palmer quien le encuentra uno en la escuela y Zac se convierte en el maestro de Inglés, Historia y Cultura Social. Más tarde Zac comienza a creer que Natalie todavía tiene sentimientos por Brax y cuando la confronta ella lo niega, sin embargo poco después Natalie le dice que tenía razón y aunque había intentado olvidarse de Braxto todavía seguía amándolo, por lo que temina su relación con Zac.
Cuando Zac descubre que la mamá de Natalie todavía está viva decide investigar y cuando la encuentra le dice a Natalie, quien aunque al inicio se molesta luego le agradece; poco después Natalie decide irse de la bahía para buscar a su madre lo que deja destrozado a Zac. Antes de irse Natalie le dice a Zac que él siempre va a ser una persona importante para ella.
En septiembre del 2013 con la ayuda de los hermanos Brax, Heath y Kyle Braxton, Zac rescata a sus sobrinos Oscar MacGuire y Evelyn MacGuire quienes se encontraban viviendo dentro del culto "Sanctuary Lodge" junto a su padre y hermano de Zac, Ethan MacGuire. Poco después Ethan secuestra a los gemelos y los encierra en un contenedor, pero cuando va al hospital para decirle a Hannah que no volvería a verlos, explota una bomba e Ethan muere por sus heridas, al inicio Zac está devastado peo con la ayuda de los gemelos la familia logra salir adelante.
Las cosas comienzan a salir mal y Zac comienza a tomar lo que ocasiona que tanto los gemelos como Hannah se alejen de él, las cosas empeoran cuando Zaz termina acostándose con la esposa de Heath, Bianca Scott, cuando Bianca le cuenta a Heath lo sucedido él enfurecido busca a Zac y lo golpea. Cuando Oscar ve a Zac borracho decide manejar para que su tío no tenga un accidente pero Oscar termina atropellando accidentalmente a Tamara Kingsley, al día siguiente Zac no recuerda lo sucedido y cuando descubre que Tamara había sido atropellada cree que él había sido el responsable y decide ir con la policía para entregarse, sin embargo antes de hacerlo Oscar sintiéndose culpable por mentirle a su tío y le cuenta la verdad, pero Zac le ordena que no diga nada y decide echarse la culpa.
Poco después Zac se hace amigo de la nueva directora Sophie Taylor quien lo apoya junto con Nate Cooper con los ataques de ansiedad de Oscar.
Después de que su matrimonio con Leah terminara luego de que le revelara que la había engañado con Sam Webster, el 24 de mayo del 2017 Zac decide dejar la bahía y mudarse a Vietnam donde está su sobrina Evie.